# 十和田要塞1991
『十和田要塞1991』（とわだようさい いちきゅうきゅういち）は、荒巻義雄による小説である。『要塞シリーズ』第2部で、『ニセコ要塞1986』の続編である。『ニセコ要塞』では北海道で戦いが繰り広げられたが、本作では東北地方を中心として、引き続きスミノフ軍対IBM軍/日本列島防衛軍の戦いが描かれる。また、この作品の舞台となる戦場世界は「コード1991」と呼称される。
中央公論社より新書版（全3巻）が刊行され、後に中公文庫版（全3巻）も発売された。

## 登場人物

### 日本列島防衛会議
城鐸冶
- PM組
- 一尉→三佐
- 十和田要塞航空団第三十二飛行隊隊長兼ブラック隊リーダー→空中空母牙竜所属震電91攻撃隊長

戦闘機乗りの生存期間が2年間に満たないといわれた激戦を生き抜いたエース。
弾田馨
- PM組
- 一将→元帥補
- 十和田要塞総司令官→北日本方面軍総司令官代行→北日本方面軍総司令官

前ニセコ要塞総司令官であり、今作では十和田要塞の総司令官の任を負う。松村が不在の際、北日本方面軍総司令官の代行を任せられ、彼の帰還後は正式に任命された。
松村亮市
- PM組
- 元帥補→元帥
- 北日本方面軍総司令官→中央総本部本部長

前コードでは千歳空軍基地総司令官であったが、北日本方面軍総司令官に任命され東北地方北部及び北海道島方面の指揮を執る。
山都武人
- PM組
- 一将
- 独立遊撃混成軍団司令官

上村一幸
- PM組
- 二将
- 独立機甲師団長

神菜伸
- PM組
- 一佐
- 心理作戦本部長

伏来田道春
- PM組
- 一将
- 十和田要塞航空団司令官

菊地惟正
- PM組
- 三佐
- ハリアー独立航空団基地司令

三郎丸惟之
- PM組
- 三将
- 大湊魚雷艇基地司令

烏山秀雄
- PM組

神菜の友人であり、諜報活動に従事している。
枚林寿男
- PM組
- 技術元帥
- 川崎中央航空工廠→中央総本部本部長

ステルス戦闘機｢雷光｣を中心とする航空機設計の天才。後に日本列島防衛会議が設立されると、中央総本部の本部長に就任する。
荒巻鉄彦
- PM組
- 技術一将
- 横須賀海軍工廠

海峡要塞の発案者であり、揚陸作戦艦｢海鬼｣を設計した異才。
ロバート・ノイマン
- AD組
- 三将→二将
- 十和田要塞作戦部部長→十和田要塞総司令官代行

十和田要塞の作戦部部長として就任したAD組の閣僚で、軍籍も列島軍に移されている。ゲーム理論の専門家であるが、データ偏重の考え方のため弾田と意見が合わないことも多かったが、時を経るごとに感情を表すことも増え、十和田要塞の総司令官代行を任されるほどになった。
ルイス・シャイナー
- AD組
- ニセコ要塞副司令官→第三軍団長
- 准将

### IBM軍
チャールズ・クロス
- AD組
- ニセコ要塞総司令官
- 三将

ラナ・ニュートン
- AD組
- 連絡将校(十和田要塞担当)
- 一佐

アリサ・ターナー
- AD組
- 連絡参謀官
- 一佐

ガウス参謀官の後任として赴任したやり手の女性参謀官。松村に特別な感情を抱いている。

### スミノフ軍
イワジミノフ・ミヤンコ
- 極東方面軍総司令官→死刑
- 大将

スミノフ軍きっての戦略家であり、敵将の能力を素直に認めるなどスミノフ軍の中でも有能な将軍である。タナルスキー解任後は、日本列島攻略作戦の指揮を直々に執り、列島軍を苦しめた。しかし韓半島派遣軍総司令官のカポネンコとの不仲から、軍管区の命に背いて無謀な作戦を強行し逮捕された。その後軍法会議にかけられ、イワン直々に死刑判決を下された。
オレグ・タナルスキー
- 北海道島方面軍総司令官→解任
- 大将

部下の信頼も厚く知将という評価を受けていたが、函館攻防戦での敗北で解任される。
ボルコフ
- 北海道島方面軍副司令官→北海道島方面軍総司令官代理→戦死
- 中将

解任されたタナルスキーの代理として北海道島方面軍総司令官を務めたが、列島軍の"五稜郭"作戦によってすぐに死亡する。
アレクサンドル・コマロフ
- PM組
- 千歳空軍基地総司令官
- 少将→中将

スミノフ軍最年少の将官。有能であるが故に、上官から妬まれることになり、最終的には亡命を決意する。
ガラーニン
- 極東軍管区総司令官
- 上級大将

センレグ・マトロフスキー
- 千歳空軍基地総司令官→階級剥奪の上解任
- 少将

コマロフの前任の千歳空軍基地総司令官。尊大かつ自己中心的な性格で、その性格をIBM軍に突かれて大損害を受ける。
チェルナビン
- 参謀総長
- 元帥

政治将校の経歴を持ち、様々な陰謀を駆使して今の地位に付いた男。
AD159号
- AD組

松村を篭絡させるため、アリサ・ターナーの姿で送り込まれた。任務終了後はIBM軍の総本部に潜り込ませる予定であったが、松村らに見破られ高度人格機能を落とされた。
AD198号→ナターシャ
- AD組
- (ソコラン中将専属運転手兼愛人)
- (二尉)

ラナ・ニュートンの姿で弾田の下へ送り込まれた。十和田要塞攻撃の際に内部で自爆させるため、体内に小型核爆弾がセットされている。やはり正体を見破られ、高度人格機能を落とされた。その後は神菜発案の"くの一"作戦で逆にソコラン中将を篭絡し、最期は自爆して八戸に設置されたイワン砲と共にソコランを葬った。

## 日本列島防衛会議

### 要塞群
十和田要塞
- 司令部　蔦温泉
- 司令官　弾田馨一将→ロバート・ノイマン三将
- 傘下部隊　岩部岳要塞・恵山要塞・函館要塞・下北要塞・津軽要塞・白神要塞

八甲田山に造られた一大山岳要塞。イワン砲の大規模砲撃と空襲により放棄されるも、スミノフの数少ない電子技術者を道連れに自爆した。
岩部岳要塞
- 司令官　堀内狛雄一佐

恵山要塞
函館要塞
- 司令官　山下左田武三佐

津軽海峡防衛の任を負った要塞であり、山腹にはトンネルで連結された砲台が多数設置されている。要塞員は全員が砲兵である。
下北(恐山山地)要塞
- 司令官　干場久秋一佐

イワン砲によって施設の大半が壊滅、孤立したのち作戦｢死霊｣によって敵に大打撃を与える。脱出に成功した要塞員は200名以下。
津軽要塞
- 司令部　四ッ滝山
- 司令官　安倍国年三将

七里長浜への敵上陸を阻止するため、地対艦ミサイルにて上陸軍の洋上撃破を任を負う要塞。作戦｢海蛇｣によってスミノフ軍に包囲され落城するも、要塞員六百余名が脱出に成功
白神要塞
- 司令部　嶽温泉
- 司令官　川端森邦二将

OTHレーダーを擁す要塞。
八幡平要塞
ニセコ要塞
- 司令官　チャールズ・クロス三将(総本部直轄)
- 傘下部隊　羊蹄伴衛要塞・駒ヶ岳要塞

前作から引き続き北海道島防衛の要として登場。今作では、戦場の核汚染が予想されるため、要塞員は全員AD組になっている。後に神々の取引により開城されることになる。
羊蹄伴衛要塞
ニセコ要塞の目としてレーダーサイトが置かれていたが、イワン砲6基1,400発の命中弾を受け壊滅。
駒ヶ岳要塞
- 司令官　菊下寛一佐

レーダーサイトを擁し、道南部の監視の任を負う要塞。イワン砲四百発の命中弾を受け壊滅、要塞員三百名も全員戦死する。
海峡要塞(一～五号)
- 武装　ファランクス (火器)・対空レーザー砲
- 防潜網・SOSUS・イージスシステム装備

青函トンネル防衛のため、荒巻技術一将が製作した奇想要塞。低コストをはかるために元は廃棄するはずだった青函連絡船を改造しており、外装も塗装などが剥げた状態になっている。船体の周囲には、発泡スチロールの一種でできたブイが張り出され、魚雷が命中しても突き刺さるだけになっている。艦橋は多層鋼板やハニカム構造などの併用によって、完全防護されている。機関は取り外されているが、核発電室があり、自動制御装置と推進器を使い位置をコントロールできる。
後にその青函トンネルがスミノフ軍により爆破され、大きな被害を被ったという。
一号海峡要塞(旧名十和田丸)
- 艦長　大山武四郎海軍二尉

### 陸上戦力
第四機械化歩兵師団
- 師団長　佐々梶男三将

当初八雲町周辺の防衛線を守備していたが、師団長が経験不足ということもあり、敵の上陸を許し孤立の危機に陥ったが、山都一将が総指揮を取ることによって、危機から脱出し敵に大打撃を与えることに成功した。
第四十一戦車連隊
- 連隊長　谷島雪雄一佐
- 使用戦車　74式戦車七十二両

第四十五機械化歩兵連隊
- 連隊長　松橋登一佐

第三十八師団
- 師団長　新藤三将
- 駐屯地　新庄

第三十九師団
- 駐屯地　新潟

首都防衛の要地新潟と佐渡島の防衛を担う部隊。佐渡島救援の際に、搭乗していた輸送船団がサイボーグ・スペツナズの自爆攻撃によって沈められ、壊滅する。
第四十一機械化歩兵師団
- 師団長　伊達宗正三将

第四十五師団
独立遊撃混成軍団
- 軍団長　山都武人一将→代行永山実三将
- 副軍団長　永山実三将
- 駐屯地　休屋

独立機甲師団
- 師団長　上村一幸二将
- 副師団長　明村一佐

第一軍団
- 軍団長　山崎三将
- 使用戦車　74式戦車八十両

第二軍団
- 軍団長　河崎三将
- 使用戦車　89式戦車スペシャル八十両

第三軍団
- 軍団長　ルイス・シャイナー准将
- 使用戦車　91式戦車八十両

第三九一大隊
- 駐屯地　佐渡島
- 司令部　両津市
- 大隊長　蒲生兵八一佐

定時の人員は900余名という小部隊だが、佐渡島防衛戦にてスミノフ軍一個師団とサイボーグ・スペツナズ101体を相手に二週間もの間戦い続け、敵師団を壊滅させることに成功した。
ランスミサイル大隊
- 大隊長 大村献一佐

列島陸軍唯一の核戦力保有部隊。スミノフ軍への精密攻撃や核攻撃などで活躍するも、逆に核攻撃を受けて壊滅する。地対地ミサイルを保有しない列島軍は、その後地上戦で更に苦戦することになる。

### 航空戦力
三沢戦略空軍
- 基地　三沢→成田
- 使用機　国産戦略爆撃機｢飛龍｣

十和田要塞航空団→後に小岩井航空団に吸収
- 基地　大湯
- 基地司令　伏来田道春一将
- 使用機　SF4JⅡ(スーパーファントム)・F-16XLJ

小岩井航空団
- 基地司令　伏来田道春一将
- 使用機　月光Ⅴ・A-10A

ハリアー独立航空団
- 基地司令　不明→菊地惟正二佐
- 使用機　ハリアーZⅡ

空中空母「牙竜」
- 艦長　須藤光明三将
- 攻撃機作戦司令　永沢一佐
- 攻撃隊隊長　城鐸冶三佐
- 排水量　3,000t
- 機関　常温核融合炉
- 推進器　MPDアークジェット
- 武装　レーザー砲
- 艦載機　震電91

列島軍の切り札ともいえる秘密兵器。高度50,000メートルを軌道周回しており、そこから艦載機の震電91を発進させて防空任務を行ったり、人工衛星の代わりを果たしたりしている。

### 海軍戦力
大湊魚雷艇軍団
- 基地　大湊→久慈
- 基地司令　三郎丸惟之三将

陸奥湾防空艦隊
小型イージス艦を旗艦とした内海型防空艦隊。陸奥湾がスミノフの影響下に置かれた後は、東京湾で首都圏の防空に携わる。
核融合潜水戦艦「蒼天」
艦長　榎本武男三将
- 全長　約255メートル
- 艦幅　約37メートル
- 排水量　80,000t以上
- 水中巡航速度　48ノット
- 機関　常温核融合炉PPPⅢ型
- 推進器　超電磁推進
- 潜水可能深度　2500メートル
- 乗員　110名

列島軍の誇る超巨大潜水艦。武装、機関、エレクトロニクスなど、どれをとっても元来の潜水艦とは一線を画す。燃料補給の必要がないことやその巨体故の搭載量を生かして、一度潜水したら三年近く作戦行動を続ける能力がある。
海天型核融合潜水艦
- 全長　約74メートル
- 排水量　3,200t
- 機関　常温核融合炉
- 推進器　超電磁推進
- 乗員　33名

蒼天とは逆の超小型潜水艦。だが同型艦三隻を合わせた戦力は蒼天にも匹敵する。
海天
- 艦長　尾崎行彦一等海佐
- 母港　久美浜湾地下基地

魚天
潮天

## 概要

### 書誌情報
- 十和田要塞1991 1「風雲津軽海峡攻防篇」
  - 新書版ISBN 978-4125001258 文庫版ISBN 978-4122021631
- 十和田要塞1991 2「血戦八甲田死闘篇」
  - 新書版ISBN 978-4125001289 文庫版ISBN 978-4122021846
- 十和田要塞1991 3「荒海佐渡島決戦篇」
  - 新書版ISBN 978-4125001395 文庫版ISBN 978-4122022072